# Xã Wolsey, Quận Beadle, Nam Dakota
Xã Wolsey (tiếng Anh: Wolsey Township) là một xã thuộc quận Beadle, tiểu bang Nam Dakota, Hoa Kỳ. Năm 2010, dân số của xã này là 92 người.